# Walter Michael Ebejer
Walter Michael Ebejer (ur. 3 sierpnia 1929 w Dingli, zm. 11 czerwca 2021 w União da Vitória) – maltański duchowny rzymskokatolicki posługujący w Brazylii, w latach 1977-2007 biskup União da Vitória.

## Życiorys
Święcenia kapłańskie przyjął 24 stycznia 1954. 3 grudnia 1976 został prekonizowany biskupem União da Vitória. Sakrę biskupią otrzymał 6 marca 1977. 3 stycznia 2007 przeszedł na emeryturę.